# Waheed Abdul-Ridha
Waheed Abdul-Ridha Waheed Karaawi (in arabo وحي عبد الرضا وحيد كروي‎?; 22 maggio 1983) è un pugile iracheno.

## Palmarès
- Campionati asiatici

Ammann 2013: bronzo nei pesi medi.
Bangkok 2015: bronzo nei pesi medi.